# 战，乱
《战，乱》（韓語：전, 란）是2024年上映的Netflix原创韩国武侠动作片，朴贊郁担任监制并与申哲编剧共同执笔剧本，《深夜FM》《上帝的男高音》的导演金相满执导。
该片被选为第29届釜山国际电影节的开幕影片，2024年10月11日由Netflix全球独家上线。

## 剧情概要
影片以壬辰之乱为背景，讲述朝鲜最高武臣家族的儿子“宗呂”和与他一起成长的仆人“遷影”，以“宣祖”的亲信武官和义兵的敌对关系再次见面的故事。

## 演员阵容

### 主要人物
- 姜棟元 饰演 迁影，虽然身份卑微但却拥有最好的剑术实力，为了摆脱奴婢身份而孤军奋战。
- 朴正民 饰演 宗呂，遷影的主人，來自朝鮮最有影響力的軍武世家，考中武举后成为宣祖的护卫。
- 車勝元 饰演 宣祖，壬辰之乱爆发后为了自己避难而抛弃百姓，战争后只致力于重建王权的威信。

### 其他人物
- 金新綠 饰演 凡东，无论是敌人还是身份秩序都打不倒的义兵，对宣祖和两班贵族们极度反感。
- 陳善圭 饰演 金自领，贵族出身，在混乱中带领百姓的义兵长。
- 鄭星一 饰演 剑信，了解遷影与众不同剑术的日本军先锋大将。
- 吳允紅 饰演 宗吕的母亲
- 全裴修 饰演 三文，与迁影一起组建义兵组织的谋士。[7]
- 趙漢哲 饰演 李德馨，君主身边直言不讳的大臣。
- 全镇吾 饰演 渔夫义兵[8]
- 姜吉宇 饰演 屠夫义兵[9]
- 李敏宰 饰演 老幺义兵，曾是一名戏子。[10]
- 洪书俊 饰演 李极助，宗呂的父亲、兵曹参判。[11]
- 崔代勳 饰演 广伊，李极助大监家里雇佣的推奴。
- 黃寶凜星 饰演 宗吕的妻子
- 高汉民 饰演 宗一郎，倭军的翻译官。[12]
- 权赫 饰演 郑汝立
- 尹佑 饰演 郑玉男，郑汝立之子。[13]
- 金賢睦 饰演 柴火奴隶的儿子
- 金贤 饰演 李极助大监家里的柴火奴隶
- 金玟澈 饰演 世子李琿
- 金贵先 饰演 鄭彦信，左议政。
- 宋宥弦 饰演 巫女

## 制作

### 发展
2021年5月，媒体报道刘亚仁有望与朴赞郁携手合作武侠新片《战，乱》，朴赞郁担任制作人，导演由《深夜FM》的金相满担任；刘亚仁经纪公司回应称收到出演邀请并在洽谈中。2023年1月，媒体报道姜栋元和朴正民有望出演该片，且该片将通过Netflix独家上映。此后，媒体分别报道郑成日、金信禄与陈善圭有望参演该片，金贤于5月确认参演。6月，Netflix正式确认由姜栋元、朴正民、车胜元、金信禄、陈善圭及郑成日构成的主要出演阵容，并公开剧本围读现场照片。

### 创作
朴赞郁透露该片剧本的创作时间较长，正式完成是在2019年，将会是一部感受到规模庞大的武侠动作片，他也表示Netflix承诺给予良好的支援且几乎不干涉制作。

### 拍摄
主体拍摄于2023年6月8日开始，同年11月前后杀青。

## 发行
该片于2024年10月在第29届釜山国际电影节首映，同年10月11日Netflix全球独家上线。

### 反响
自上线公开后连续两周位列Netflix非英语类电影全球Top 10榜单第3名，其中首周夺得韩国Top 10榜单冠军，并进入法国、葡萄牙、瑞典、巴西、日本等58个国家和地区的Top 10榜单。

## 奖项荣誉
| 年份 | 颁奖礼             | 奖项           | 入围者         | 结果 | 参考   |
| ---- | ------------------ | -------------- | -------------- | ---- | ------ |
| 2025 | 第61屆百想藝術大獎 | 最佳影片       | 《战，乱》     | 提名 | [ 27 ] |
| 2025 | 第61屆百想藝術大獎 | 最佳剧本       | 申哲、朴贊郁   | 獲獎 | [ 27 ] |
| 2025 | 第61屆百想藝術大獎 | 最佳艺术       | 曹英沃（音乐） | 獲獎 | [ 27 ] |
| 2025 | 第61屆百想藝術大獎 | 最佳男配角     | 朴正民         | 提名 | [ 27 ] |
| 2025 | 第61屆百想藝術大獎 | 最佳新人男演员 | 郑星一         | 獲獎 | [ 27 ] |
| 2025 | 第23届导演选择奖   | 最佳新晋女演员 | 金信祿         | 提名 | [ 28 ] |
| 2025 | 第34屆釜日電影獎   | 最佳影片       | 《战，乱》     | 待定 |        |
| 2025 | 第34屆釜日電影獎   | 最佳男配角     | 朴正民         | 待定 |        |
| 2025 | 第34屆釜日電影獎   | 最佳剧本       | 申哲、朴贊郁   | 待定 |        |
| 2025 | 第34屆釜日電影獎   | 最佳摄影       | 朱成林         | 待定 |        |
| 2025 | 第34屆釜日電影獎   | 最佳美术／技术 | 赵相庆（服装） | 待定 |        |